# Mas Mallol (Rabós)
El Mas Mallol és un mas situat al terme municipal de Rabós d'Empordà. Està situat a 3 quilòmetres al nord del nucli urbà, al costat de la carretera que porta a Sant Quirze de Colera. És un mas típic de les construccions rurals de la zona, que encara està habitat, per bé que no de manera permanent.